# جاركو لاتي
جاركو لاتي (بالفنلندية: Jarkko Lahti)‏ هو ممثل فنلندي، ولد في 1978 في فنلندا. من الجوائز التي نالها جائزة جوسي لأفضل ممثل القيادية ‏ سنة 2017.

## جوائز
- جائزة جوسي لأفضل ممثل القيادية [الإنجليزية]‏ (2017)

## وصلات خارجية
- جاركو لاتي على موقع IMDb (الإنجليزية)
- جاركو لاتي على موقع ألو سيني (الفرنسية)
- جاركو لاتي على موقع قاعدة بيانات الأفلام السويدية (السويدية)
- جاركو لاتي على موقع قاعدة بيانات الفيلم (الإنجليزية)
- جاركو لاتي على موقع كينوبويسك (الروسية)